# Грабово (Старгардський повіт)
Грабово (пол. Grabowo) — село в Польщі, у гміні Старгард Старгардського повіту Західнопоморського воєводства.
Населення — 337 осіб (2011).
У 1975-1998 роках село належало до Щецинського воєводства.

## Демографія
Демографічна структура станом на 31 березня 2011 року:
|          | Загалом | Допрацездатний вік | Працездатний вік | Постпрацездатний вік |
| -------- | ------- | ------------------ | ---------------- | -------------------- |
| Чоловіки | 165     | 36                 | 123              | 6                    |
| Жінки    | 172     | 47                 | 100              | 25                   |
| Разом    | 337     | 83                 | 223              | 31                   |